# 剛果奧林匹克委員會
剛果奧林匹克委員會（Congo Olympic Committee）是剛果民主共和國的國家奧林匹克委員會。該組織成立於1963年，是國際奧委會和非洲國家奧林匹克委員會聯合會的成員。1968年，首度派員參加在墨西哥城舉行的夏季奧運會。
現時，剛果奧林匹克委員會的總部設在首都金沙薩，主席是Mr Amos Mbayo Kitenge。 

## 資料來源
1. ↑  .   [2014-04-04]. （原始内容存档于2019-09-30）.